# Chêne des Fées
Le chêne des Fées ou Chêne-Roche est un ancien arbre remarquable situé dans la forêt de Fontainebleau, en France.

## Situation et accès
L'arbre était situé près de sentiers reliés à la route du Nid-de-l'Aigle, au mont Ussy, au centre-nord de la forêt de Fontainebleau et du territoire communal de Fontainebleau. Plus largement, il se trouvait dans le département de Seine-et-Marne, en région Île-de-France.

## Histoire
Cet arbre est surnommé Chêne-Roche, nom que l'on retrouve dans une lithographie de 1843. D'après Félix Herbet, le nom de chêne des Fées serait une invention de Claude-François Denecourt, sylvain qui aménageait la forêt au XIXe siècle. Dans un article sur Fontainebleau du temps du Second Empire paru en 1935, L'Abeille de Fontainebleau mentionne ce chêne parmi les « chênes séculaires, monuments des temps passés » aux côtés notamment du Clovis et du Charlemagne, disparus respectivement en 1904 et 1925,.

## Structure
Dans sa dixième édition de L'Indicateur de Fontainebleau paru en 1855, Claude-François Denecourt décrit ainsi la configuration du chêne :

« Mais nous voici à quelques pas plus bas devant un autre groupe de grès marqué du no 10 et bien autrement remarquable par la manière étrange dont le principal des deux chênes qui le décorent est dressé là sur un roc aride dépourvu de terre ; mais voyez cet autre énorme roche qui pénètre très avant dans son tronc, et qu'il semble vouloir engloutir entièrement ! Cet arbre est le chêne des Fées, la merveille des curiosités de notre forêt en fait d'arbre. Ce chêne, son compagnon, assis également sur le roc, puis tout le groupe de grès que tous deux couronnent et décorent si bien, forment, je le répète, un tableau très remarquable et très pittoresque. »

Dans le numéro du 15 août 1879 de L'Abeille de Fontainebleau, on le qualifie même d'« énigme végétale ».

## Représentations culturelles
| Titre                                                            | Illustration | Auteur                    | Date | Nature       |
| ---------------------------------------------------------------- | ------------ | ------------------------- | ---- | ------------ |
| Le Chêne des Fées                                                |              | Claude-François Denecourt | 1840 | Dessin       |
| Chêne des Fées dans Souvenirs de Fontainebleau                   |              | Louis-Julien Jacottet     |      | Lithographie |
| Chêne-Roche (situé au mont Ussy) dans Souvenirs de Fontainebleau |              | Henri-Marie Parmentier    | 1840 | Estampe      |
| Sous-bois                                                        |              | Louis Boitte              | 1890 |              |
| Chaos de grès                                                    |              | Louis Boitte              | 1890 |              |
| Mont Ussy                                                        |              | Louis Boitte              | 1890 |              |